# Dedeler, Altınekin
Dedeler là một thị trấn thuộc huyện Altınekin, tỉnh Konya, Thổ Nhĩ Kỳ. Dân số thời điểm năm 2011 là 1.833 người.